# Stadtarchiv Olten
Das Stadtarchiv Olten ist das Stadtarchiv der Stadt Olten im Schweizer Kanton Solothurn. Es wurde 1946 gegründet, seine Räume befanden sich ab 1966 teilweise im Stadthaus Olten, ehe es 2002 ins neue Feuerwehrhaus an der Werkhofstrasse zog.
Das Sammelgebiet des Stadtarchivs Olten sind Akten der Stadtverwaltung sowie Dokumente zur Geschichte der Stadt und der Region Olten. Im Stadtarchiv befinden sich unter anderem die Nachlässe von Casimir von Arx, Ildefons von Arx, Clara Büttiker, Hugo Dietschi, Martin Disteli, Eduard Fischer-Morgenthaler, Bernhard Hammer, Bonaventur Meyer, Edgar Munzinger, Eduard Munzinger, Josef Munzinger, Karl Munzinger, Ulrich Munzinger, Walther Munzinger, Werner „Pascha“ Munzinger, Nik(o)laus Riggenbach und Alexander Schmid sowie von Familien Husi von Wangen bei Olten (ab 1595), Munzinger (ab 1701) und Oegerli (ab 1834).
Seit 1951 veröffentlicht es in unregelmässigen Abständen die Publikationen aus dem Stadtarchiv (ISSN 0472-9188).
Das Stadtarchiv ist Mitglied im Verein Schweizerischer Archivarinnen und Archivare und in der Informationssammlung zu Schweizerischen Gedächtnisinstitutionen ISplus verzeichnet.

## ReihePublikationen aus dem Stadtarchiv Olten
- Nr. 1: Peter Walliser: Das Stadtrecht von Olten: dargestellt anhand der froburgischen Stadtrechtsfamilie. Olten: Walter, 1951. OCLC 603742707
- Nr. 2: Eduard Zingg: Olten im Bauernkrieg 1653. Olten: Walter, 1953. OCLC 884291840
- Nr. 3: Eduard Fischer: Oltner Brückenbuch: Brücken, Zoll und Fähren. Olten: Einwohnergemeinde (Stadtkanzlei), 1954. OCLC 610715057
- Nr. 4: Ildefons von Arx 1755–1833: Bibliothekar, Archivar, Historiker zu St. Gallen und Olten: Gedenkschrift aus Anlass seines 200. Geburtstages. Olten: Walter, 1957. OCLC 891295265
- Nr. 5: Victor Conzemius: Der geistesgeschichtliche Hintergrund des Christkatholizismus. Olten: Stadtarchiv, 1966. OCLC 84147988
- Nr. 6: Eduard Fischer: Oltner Urkundenbuch. Olten: Einwohnergemeinde, 1972-. OCLC 637031603
- Nr. 7: Beat Mugglin: Olten im Ancien-Regime: sozialer Wandel in einer Kleinstadt. Olten: Einwohnergemeinde/Stadtarchiv, 1982. OCLC 600334100
- Nr. 8: Martin Eduard Fischer: Olten: Bilder und Dokumente zur Stadtgeschichte. Mit Fotos von Jirí Vurma. Olten: Weltbild-Verlag, 2001. ISBN 978-3-909152-65-0
- Nr. 9: Altes Oltner Goldschmiedehandwerk. Olten: Einwohnergemeinde Olten, 2001. ISBN 978-3-905404-18-0
- Martin Eduard Fischer: Kultur-Stadt Olten: Bilder, Dokumente und Texte zur Stadtgeschichte. Olten: Weltbild, 2008. ISBN 978-3-03812-287-6